# Пять принципов мирного сосуществования
«Пять принципов мирного сосуществования» (кит. 和平共处五项原则, «панча шила», хинди पंचशील) — индийско-китайское соглашение 1954 года.
После конфликта между Китаем и Индией из-за Тибета, начавшегося в 1949 году, отношения были нормализованы в 1954 году подписанием индийско-китайского соглашения о Тибете. Индия признала Тибет частью Китая. В этом соглашении были провозглашены пять так называемых принципов «панча шила» (мирного сосуществования):
1. Взаимное уважение территориальной целостности и суверенитета.
2. Ненападение.
3. Невмешательство во внутренние дела.
4. Равенство и взаимная выгода.
5. Мирное сосуществование.

Позднее эти принципы легли в основу итогового документа Бандунгской конференции 1955 года и движения неприсоединения в целом.
При Джавахарлале Неру пропагандировался лозунг «Индийцы и китайцы — братья» (Хинди чини бхай бхай, в 1955 году появился аналогичный лозунг Хинди руси бхай бхай о советско-индийской дружбе).
Мирное сосуществование было прервано китайско-индийской пограничной войной 1962.
«Панча шила» посвящена одноимённая «песня советско-индийской дружбы» на русском языке (автор музыки Вано Мурадели, слова В. Харитонова).